# Sorocephalus imbricatus
Sorocephalus imbricatus là một loài thực vật có hoa trong họ Quắn hoa. Loài này được (Thunb.) R. Br. miêu tả khoa học đầu tiên năm 1810.